# 28868 Rianchandra
28868 Rianchandra è un asteroide della fascia principale. Scoperto nel 2000, presenta un'orbita caratterizzata da un semiasse maggiore pari a 2,7119713 UA e da un'eccentricità di 0,0919575, inclinata di 4,01292° rispetto all'eclittica.